# Lilla Grönesjö
Lilla Grönesjö är en sjö i Bollebygds kommun i Västergötland och ingår i Rolfsåns huvudavrinningsområde.